# ويلهلم فريدريك فون لودفيغ
ويلهلم فريدريك فون لودفيغ (بالألمانية: Wilhelm von Ludwig)‏ هو طبيب توليد ‏ وطبيب ألماني، ولد في 16 سبتمبر 1790 في Uhlbach ‏ في ألمانيا، وتوفي في 14 ديسمبر 1865 في شتوتغارت في ألمانيا.